# Portret Heleny Fourment w futrze
Portret Heleny Fourment w futrze (niderl. Portret van Hélène Fourment (1614–1673) met een bontmantel) – obraz barokowego malarza flamandzkiego Petera Paula Rubensa.

## Opis
Obraz przedstawia drugą żonę Rubensa, Helenę Fourment. Mistrz wielokrotnie malował swoją młodą żonę, m.in. Helena Fourment (Mauritshuis w Hadze), Helena Fourment w stroju ślubnym (ok. 1630) i Helena Fourment z synem Fransem (Starej Pinakoteki w Monachium, ok. 1635), Helena Fourment z dziećmi (1636–1637) i Portret Heleny Fourment z powozem w tle (Luwr w Paryżu, ok. 1639) oraz Portret arcyksięcia Albrechta Austriackiego (Prado w Madrycie,  1615).
Obraz był przez cały czas własnością Rubensa i miał dla niego szczególne znaczenie. Mistrz tytułował je Małe futerko i został ujęty w testamencie i przeznaczony dla żony. Hélène przed swoją śmiercią w 1673 roku przekazała go swoim bliskim, a ci sprzedali je Habsburgom.
Hélène została przedstawiona w pozie zbliżonej do Wenus pudica (Wenus skromna), jednego z najpopularniejszego przedstawienia bogini w starożytności. Kobieta zakrywa się futrzanym okryciem, chcąc ukryć swoje wdzięki, a jednocześnie zalotnie spogląda na widza.